# Menen Asfaw
Cette page contient des caractères éthiopiques. En cas de problème, consultez Aide:Unicode ou testez votre navigateur.
Menen Asfaw (amharique : መነን አስፋው (Mänän Asfaw)) est une impératrice consort de l'empire d'Éthiopie, mariée à l'empereur Haïlé Sélassié Ier. Née le 3 avril 1891 dans le Wollo, elle est décédée à Addis-Abeba le 15 février 1962.

## Biographie
Petite-fille du ras Mikaél du Wollo, Menen est la fille d'Asfaw, jantirar d'Ambassel, et de wäyzäro Sehin Mikaél (ስኂን ሚካኤል). Elle s'est mariée religieusement le 3 août 1911 avec le jeune dejazmach Tafari Makonnen, alors gouverneur du Hararghe. Son cousin Iyasu était alors le prince héritier du trône d'Éthiopie, avant d'être déposé en 1916.
Femme à la « bonté » reconnue, elle affichait sa piété chrétienne en se rendant régulièrement en pèlerinage à Jérusalem, ou en jeûnant durant de longues périodes. Elle fut la première impératrice à avoir été couronnée au cours de la même cérémonie que l'empereur, le 2 novembre 1930, à la cathédrale Saint-Georges d'Addis-Abeba. Devenue etégé, elle s'impliqua dans des actions de charité et de secours aux victimes en patronnant l'Ethiopian Red Cross, notamment dans le contexte de la seconde guerre italo-éthiopienne qui débuta en 1935 et affecta violemment les populations civiles.

## Distinctions

### Décorations
|  |

### Intitulés
Éthiopie
- Grand-croix de l'ordre de Salomon (30 octobre 1930).
- Grand-croix de l'ordre de la Reine de Saba (1928).
- Médaille du Couronnement impérial (1930).
- Médaille du Régugié (1944).
- Médaille du Jubilé (1955).

 Suède
- Membre de l'ordre des Séraphins (1959)